# Een confrontatie met niet-menselijk intellect
Een confrontatie met niet-menselijk intellect is een hoorspel van Dieter Hasselblatt. Modelle Kirke, Kleistbär, Heisenberg usw. Trainingsprogramm für Konfrontation mit nichtmenschlicher Intelligenz werd op 8 maart 1974 door Radio Bremen uitgezonden. De Nederlandse versie die de KRO uitzond op dinsdag 6 mei 1975 uitzond, werd vertaald en geregisseerd door Léon Povel . Ze duurde 87 minuten.

## Rolbezetting
- Johan Schmitz (de coördinator)
- Hans Veerman (de proefpersoon)
- Hans Karsenbarg ( de computer)
- Frans Somers (de jurist)

## Inhoud
In drie trainingsprogramma’s wordt een testpersoon aan een soort vindingrijkheidsproef onderworpen. Die wordt omkaderd en onderbroken door een gesprek tussen de leider van het trainingsprogramma en een navorsend jurist: de test, die hier nogmaals beluisterd wordt, is in weerwil van talrijke voorzorgsmaatregelen dodelijk afgelopen; de oorzaak moet opgehelderd worden. Inhoud en doel van het testprogramma is de training van menselijke intelligentie voor de confrontatie met het "volledig andere", dat in dit hoorspel de benaming NMI (niet-menselijke intelligentie) draagt. Daarbij wordt teruggegrepen naar confrontatiemodellen van menselijke/niet-menselijke intelligentie zoals de tot nu toe beschikbare ervaringsschat van de mensheid die aanbiedt, zowel in de cultuurhistorische traditie als in de natuurwetenschappen.